# Calciummolybdat
Calciummolybdat ist das Salz des Elements Calcium mit Molybdänsäure. In der Natur kommt die Verbindung in Form des Minerals Powellit vor. Die Verbindung kristallisiert in der Raumgruppe I41/a (Raumgruppen-Nr. 88) mit den Gitterkonstanten a = 5,198(69) Å und c = 11,458(41) Å
Die Substanz kann zur gravimetrischen Analyse des Calciumgehaltes mittels Fällung als Calciummolybdat verwendet werden. Nach Bestrahlung mit kurzwelliger UV-Strahlung zeigt die Verbindung eine grüne Lumineszenz, nach Bestrahlung mit niederenergetischerer UV-Strahlung wird eine orange Lumineszenz beobachtet. Beide Effekte werden auf Übergänge im Molybdatanion zurückgeführt werden, die mögliche Anwendung von Calciummolybdat in Lasern war 2008 Forschungsgegenstand.